# Keith Laumer
 Keith Laumer (Syracuse, New York, 1925. június 9. vagy június 25. – Florida, 1993. január 23.) amerikai sci-fi-szerző.

## Élete
Az amerikai légierőnél szolgált tisztként, majd diplomata lett. Később főállású íróként dolgozott.

## Munkássága
Több, mint 100 regényt írt, melyek közül a legismertebbek a Bolo történetek és a szatirikus Retief sorozat. Ezeken kívül több művet írt az alternatív világok, időutazás témaköreiben is. Négy novelláját és egy regényét (Plague of Demons, 1965) jelölték Hugo- vagy Nebula-díjra. Magyarul több novellája jelent meg Elek István fordításában.

## Fordítás
- Ez a szócikk részben vagy egészben  a   Keith Laumer című angol Wikipédia-szócikk fordításán alapul.  Az eredeti cikk szerkesztőit annak laptörténete sorolja fel. Ez a jelzés csupán a megfogalmazás eredetét és a szerzői jogokat jelzi, nem szolgál a cikkben szereplő információk forrásmegjelöléseként.